# Айренай II
Айренай II (Ойрани, Айренай 2, лит. Airėnai II) — українське село у Вільнюському районі Литви. Розташоване поблизу Вільнюса.

## Назва
Існує версія, за якою назва села Орани начебто походить від слова «орати», або ж вигуку пораненого «Ой, рани».

## Історія
У 1900 році почалося будівництво артилерійського полігону для Берестейської фортеці і навколишні села, де проживали волинські українці, підлягали виселенню. Їм було запропоновано переселення у Сибір, на Волинь або у Троцький повіт Віленської губернії. Мешканці вибрали Литву.
Айренай II засноване 1903 року переселенцями із сіл Прилуки і Страдечі Берестейського повіту. За іншими даними засновниками села були 173 родини зі села Кам'яниці-Біскупської (сьогодні Берестейської області Білорусі).

## Населення
У селі мешкає 110 осіб, здебільшого українці. Мешканці зберегли українську мову, пісні та традиції. Село відвідали та описали українська етнологиня Галина Бондаренко та мінський мовознавець Федір Клімчук. Сучасні мешканці дедалі частіше ідентифікують себе литовцями, у селі з'явилися литовці з українськими прізвищами із закінченням на «-ас». Храмовим святом є Юрія (Георгія), святкуються також Різдво, Великдень, Трійцю. Внаслідок міжконфесійних шлюбів українське населення поступово переходить з православ'я до католицизму.